# Paratrachelas
Paratrachelas is een geslacht van spinnen uit de familie Trachelidae.

## Soorten
- Paratrachelas acuminus (Zhu & An, 1988)
- Paratrachelas maculatus (Thorell, 1875)